# 切糕党
「切糕党」是2010年代中华人民共和国流行的一个網路用語，主要是指在華中、華東各省市街頭，以强买强卖方式贩卖玛仁糖的新疆商贩。
「切糕党」中的「切糕」是新疆小吃玛仁糖的俗称，主要由各种坚果仁制成，以糖浆粘合，经过压缩而成。由于实际重量大于看起来的重量，加上强迫销售的现象（询问价格时，他们只说价格，不说单位，通常大家以为是以「斤」为单位，但切下来时，商販会说是以「两」为单位），導致顧客多有被宰的感觉，玛仁糖亦因此以宰客而闻名。因为贩卖玛仁糖的新疆人往往团体活动，在顾客拒绝购买后采用暴力胁迫或殴打行为，所以被称为「切糕党」。

## 事例
- 2008年12月19日，河北省石家庄市破获一起贩卖玛仁糖为名义，涉嫌寻衅滋事、强迫交易、故意伤害团伙，成员三十四人[2]。
- 2012年1月，海南省海口市网友街头遭遇“切糕党”，出现强卖强买事件。因为体积小重量大，有人怀疑其中添加了水银[3]。

### 岳阳“天价切糕”事件
2012年12月3日，湖南省岳阳市公安局官方微博发布了一则消息：“村民凌某在购买新疆人核桃仁糖果时，因语言沟通不畅造成误会，双方口角导致肢体冲突引发群体殴打事件。事件造成二人轻伤，损坏核桃仁糖果约16万。加损坏的摩托车和受伤人员共计20万。”該微博受到舆论哗然，网民纷纷讲述自己的经历，并进行恶搞、讽刺。有網友称玛仁糖为“硬通货”；淘宝网上一些商家恶搞，以克拉为计量单位卖玛仁糖；一些房产商也称玛仁糖贵于地产；舆论揶揄“切糕是检验糕富帅的重要标准。”
當天，官方刪除了微博，稱該微博係操作失誤，與實際情況不符。賠償款應為15.2萬元，分為4項：
1. 人员受伤及补偿情况：伤者阿雷，轻微伤，全休6天，后段医药费400元；伤者斯迪克，轻微伤，全休15天，后段医药费700元
2. 物品损失及补偿情况：损坏核桃仁糖果（即玛仁糖）5520斤，经物价部门鉴定，价值为96600元
3. 摩托车和工具损失及补偿情况：损坏摩托车16台（于长沙购买的报废车），共6825元
4. 16名新疆籍商贩返程路费、误工费、伤者营养费等。

## 外部連結
- 切糕被曝成本100卖四五千 病菌超标300倍(图) （页面存档备份，存于）
- 今日话题：“切糕”，拿来调侃不如用于反思 （页面存档备份，存于）